# Peter de Hemmer Gudme
Peter de Hemmer Gudme (født 28. september 1897 i København, død 30. november 1944 sammesteds) var en dansk journalist, krigsveteran og modstandsmand.

## Liv og karriere
Peter de Hemmer Gudme voksede op i et traditionsbundet miljø, nationalt såvel som kristeligt, og slægten havde nær tilknytning til grænselandet. I skoletiden var han medlem af KFUM og spejderbevægelsen. Efter sin studentereksamen i 1915 fra Marselisborg Skole begyndte han at studere teologi. Han meldte sig samtidig ind i Akademisk Skytteforening, og 1918 deltog han som frivillig i Finlands frihedskrig og gjorde året efter fronttjeneste i Dansk-Baltisk Auxiliær Korps i den estiske frihedskrig i Estland, da han var en varm tilhænger af nordisk solidaritet. Efter sin hjemkomst boede han på Regensen og siden på Borchs Kollegium og færdiggjorde sit studium i 1922 og studerede derefter orientalsk filologi i Leipzig, Uppsala og Paris.
Dernæst helligede han sig journalistikken: Ved Ekstra Bladet 1925-29, Berlingske Tidende 1929-34 og Nationaltidende 1934-40, for hvilket han var krigskorrespondent under Vinterkrigen i Finland 1939-40 og 1941. Sideløbende hermed udgav han en lang række bøger og oversættelser, og fra sommeren 1940 levede han af sin foredragsvirksomhed.
Under besættelsen talte han mod de tyske nyordningsplaner og fik i 1942 efter tysk krav hæftestraf af Højesteret for antitysk agitation. Allerede inden krigen havde hen vendt sig skarpt mod det tyske "Neuropa" i pjecen Danmarks Skæbne under Europas Nyordning. Gudme gik derefter aktivt ind i illegalt bladarbejde og var fra februar 1944 medlem af Frihedsrådets bladudvalg som repræsentant for bladgrupperne bag pressebureauet Nordisk Nyhedstjeneste. Han var medarbejder ved flere blade og modstandsgrupper: Hjemmefronten, Dansk Ungdoms Samvirke, Dansk-Nordisk Ungdomsforbund, Nordisk Front, Information og Nordens Frihed, hans eget blad, hvor han især tog til orde for forståelse for Finlands vanskelige stilling.
Han giftede sig 16. maj 1944 med Eva Sigismunde Bang, datter af Oluf August Bang og Esther Magdalene Bartholdy. Fra oktober 1944 ledede han Information efter Børge Outzes arrestation og fik dermed en meget farlig position. Den 28. november 1944 blev han arresteret af Gestapo og indsat i Shellhuset. For ikke at røbe sig for tyskerne under forhørene, hvor der blev anvendt tortur, tog han sit liv ved at styrte sig ned i trappeskakten den 30. november samme år. Han blev bisat fra Ormslev Kirke og er mindet i Mindelunden i Ryvangen.

## Udgivelser
- Finland. Nordens Østvold, København: Gyldendal 1939.
- Danmarks Skæbne under Europas Nyordning. De smaa Staters Betydning, København: Gyldendal 1940.
- Finlands Folk i Kamp, København: Gyldendal 1941.
- Finlands Grænser, 1944.